# 星島地區報
《星島地區報》是香港一份已停刋的免費地區報紙，由星島新聞集團經營，2006年3月17日創刊，前身為《地區星報》，逢星期五分5大地區出版，按香港立法會地區直選5大選區劃分，分別為香港島、九龍東、九龍西、新界東和新界西。每區獨立版本之內容各有不同，除了頭版封面新聞專題報導，其他版面的內容包括當區新聞、社論、教育、財經、地產、美容、修身、醫療、飲食和旅遊等。
地區報每周出版16版，平均印刷量每周約20萬份，於港九、新界私人屋苑和住客會所、私人會所、各區區議員辦事處、社區服務中心、港鐵站出口等逾千個地點免費派發，讀者階層以高收入的中產家庭及愛好優質生活的新一代中產人士為主。
然而，該報已於2018年8月後停刊。該報網站刊登截至2018年8月的電子版地區報後已再無更新。

## 相關
- 香港報紙列表

## 外部連結
- 《星島地區報》網站 （页面存档备份，存于）